# RoNIX
RoNIX (Romanian Network for Internet eXchange) este primul Internet Exchange (IX sau IXP) din România.

## Ce este RoNIX
RoNIX reprezintă o infrastructură națională pentru schimbul de trafic între rețelele principalilor furnizori de servicii de Internet din România. Aceasta constă într-o rețea de noduri de switching  interconectate cu legături de 10 și respectiv 100 Gbps, dezvoltată în faze succesive prin instalarea în mai multe locații.
Proiectul RoNIX este unul din obiectivele principale ale comunității furnizorilor de servicii telecom și Internet grupați în ANISP. Prin RoNIX se asigură rutarea traficului inter-rețele pe baze transparente și în conformitate cu proceduri reglementate în cadrul unei comunități recunoscute. Cel mai important avantaj adus de RoNIX este scurtarea rutelor de acces pentru traficul utilizatorilor din România, ceea ce se traduce prin viteze mai mari de acces și reducerea costurilor.

## Istoric
RoNIX a luat ființă  în urma deciziei Consiliului Director al ANISP, care, în reuniunea din 2 februarie 2001, a procedat la constituirea Grupului de lucru GL05 dedicat Internet Exchange-ului. Primul nod RoNIX s-a instalat la 7 septembrie 2001 într-un spațiu din Palatul Telefoanelor din București, pus la dispoziție de SN Radiocomunicații, cu ajutorul tehnologiei hardware și software furnizate de Cisco România și respectiv Compaq România.

## Facilități
În 3 septembrie 2004, au fost configurate și au devenit funcționale echipamentele instalate la nodul metropolitan RoNIX din București, care găzduiesc o copie a „root serverului” de nume de domenii „i.root-servers”, primul server DNS de nivel superior aflat în afara spațiului american. Din acest moment au devenit active, pentru toți membrii comunității RoNIX (Romanian Network for Internet eXchange), căile de acces către DNS-ul de rang I „i.root-servers”. Acest serviciu asigură legătura între utilizatori și infrastructura de rutare a Internetului, prin care se asociază numelor de domenii adrese IP.

## Prezența
► Nodul RoNIX din NXDATA-1
```
  Bd. Dimitrie Pompeiu, nr. 8, Sector 2 (zona NORD, Pipera);
```

► Nodul RoNIX din Data-Center iNES
```
  Strada Virgil Madgearu, nr. 2-6, Sector 1 (zona NORD, Șoseaua Herăstrău);
```

► Nodul RoNIX din Data-Center Teletrans
```
 Bd. Hristo Botev, nr. 16-18, Sector 3 (zona centrală C.A. Rossetti - Sf. Gheorghe);
```

► Nodul RoNIX din Data-Center GTS Telecom/Electromagnetica, 
```
  Calea Rahovei nr. 266-268
```